# Hanso Foundation
La Hanso Foundation è un'immaginaria organizzazione di ricerca e sviluppo, appartenente all'universo fittizio della serie tv Lost, targata ABC.  Essa finanzia il Progetto DHARMA ed è stata fondata dal magnate della difesa danese Alvar Hanso. Viene menzionata per la prima volta al termine del filmato di orientamento della stazione del progetto DHARMA Cigno, situata sull'isola in cui viene girata la serie televisiva Lost. Molto di ciò che si sa sulla Hanso Foundation è tratto dal suo sito ufficiale.
Appare per la prima volta nella serie nel terzo episodio della seconda stagione del serial televisivo della ABC, Orientamento, nel filmato d'orientamento del Cigno, il cui anno del copyright è datato al 1980.

## Quartier generale
Secondo quanto appreso dai filmati della The Lost Experience, la fondazione si trova a Copenaghen, in Danimarca.
Alcune ipotesi sostengono che il quartier generale potrebbe essere saltato in aria il 24 settembre 2004.

## Sito ufficiale
Esiste un sito internet creato per la Lost Experience. Sulla home page è stato possibile leggere un messaggio del fondatore Alvar Hanso. Questo messaggio di spiegazione esprime il suo "infinito rammarico e la rassicurazione... che il lavoro svolto dalla Hanso Foundation ha sempre avuto l'intenzione di portare la rinascita a una terra che stava morendo e alla gente che stava morendo." Grazie a sua figlia, Rachel Blake, e coloro che hanno contribuito alla sua causa, Hanso è ormai libero di "dedicare la sua vita e la sua Fondazione... per costruire un futuro che può sostenerci, arricchirci e mantenerci tutti in pace e in armonia". Cliccando sulla parola 'humanity' (umanità) nella lettera (alla fine del terzo paragrafo) la pagina diventa una foto di Mittelwerk che dice "Avete vinto una battaglia, ma era tutto ciò che era - una battaglia. L'Umanità ha bisogno di me, ora più che mai. Io ho il virus, io ho la volontà e io non fallirò".
Il sito della Hanso Foundation è rintracciabile alla pagina
 questo link. (archiviato dall'url originale il 9 febbraio 2008).

## I progetti della Hanso Foundation
La Hanso Foundation lavora ad almeno sette progetti attivi. Secondo quanto dice il portavoce della Hanso, il Progetto DHARMA è stato un progetto finanziato dalla Hanso, chiuso nel 1987.
- Iniziativa di Previsione Matematica del Tempo
- Programma di Sviluppo del Benessere e della Prevenzione Mondiale
- Richiamo della Salute Mentale
- Iniziativa di Ricerca Elettromagnetica
- Istituto per il Progresso del Genoma
- Progetto d'Estensione della Vita
- Obbligo di Eccesso Educazionale

### Il progetto DHARMA
Il progetto DHARMA nasce nel 1970 grazie ai finanziamenti di Alvar Hanso su idea di Gerald e Karen De Groot, con l'obiettivo di riuscire tramite a un centro di ricerca su larga scala diviso in diversi settori quali elettromagnetismo, zoologia, psicologia, parapsicologia, meteorologia e ingegneria sociale a cambiare i valori spaventosi dell'equazione di Valenzetti, elaborata dal matematico sardo Enzo Valenzetti per conto dell'ONU nei primi anni Sessanta per indicare con esattezza la data dell'estinzione della razza umana.
La Hanso ritirò i finanziamenti della DHARMA nel 1987 secondo quanto affermato da Hugh McIntyre, anche se i rifornimenti per i membri del progetto vengono paracadutati sull'isola anche nel 2004, diversi anni dopo gli eventi del 19 dicembre 1992.
Viene menzionato per la prima volta nel terzo episodio della seconda stagione di Lost, Orientamento, dal dottor Marvin Candle all'interno del filmato ritrovato nella stazione Cigno, situata in un bunker, atta a studiare il particolare elettromagnetismo presente in quel settore dell'Isola.

## Personale della Hanso Foundation
- Alvar Hanso, Direttore Generale e Finanziatore
- Thomas Mittelwerk, Presidente e Capo Tecnologista
- Hugh McIntyre, Direttore delle Comunicazioni
- Peter Thompson, Vice Presidente, Consigliere Generale e Segretario
- Jacob Vanderfield, Direttore
- Liddy Wales, Direttore
- Lawrence Peck, Direttore
- Dick Cheever, Direttore
- Bill Flood, Direttore
- Sam Hicks, Direttore

## La Roccia Nera
Nell'episodio Ab aeterno, ambientato nel 1867, Richard Alpert, futuro consigliere per conto di Jacob sull'isola, viene arrestato per omicidio. In carcere, spiega ad un frate il progetto, ormai sfumato, di partire per le Americhe con la moglie. Il giorno dopo, il frate lo conduce da un uomo di nome Jonas Whitfield che, saputo che Ricardo parla inglese, lo compra per conto di Magnus Hanso (nonno di Alvar Hanso) come schiavo per la nave Roccia Nera. Successivamente la nave naufraga sull'isola.